# Ventura Blanco Encalada
Pour les articles homonymes, voir Blanco Encalada.
Ventura Blanco Encalada, né à Chuquisaca en juillet 1782 et mort à Santiago le 13 juin 1856, est un militaire, homme politique et homme de lettres chilien.

## Biographie
Né à Chuquisaca, dans la vice-royauté espagnole du Río de la Plata (aujourd'hui Sucre en Bolivie), il est envoyé faire ses études en Espagne, où il se lance dans une carrière militaire en tant que garde du corps royal et lieutenant du régiment de dragons de Sagonte.
Rejoignant ensuite les troupes de Joseph Bonaparte, il reste quelque temps en France avant de repartir vers Buenos Aires en 1816. Il franchit la cordillère des Andes pour arriver en 1820 au Chili, pays dont son frère Manuel est devenu le premier président après avoir joué un rôle important dans le processus d'indépendance.
Ventura Blanco Encalada s'engage alors en politique, assumant entre autres les charges de ministre de l'Intérieur et des Relations extérieures en 1826 et de ministre des Finances entre 1827 et 1828. Il se retire ensuite de la vie politique pour se dédier à l'enseignement au sein de l'université du Chili, où il est doyen de la Faculté de philosophie et d'humanités (es) de 1851 à sa mort en 1856.